# Wesele. Powieść
Wesele. Powieść – poemat Cypriana Kamila Norwida z 1847, będący być może refleksem jakiegoś współczesnego poecie wesela jego znajomych.

## O poemacie
Po kilkumiesięcznym pobycie w Belgii, 6 lutego 1847 Norwid przybył do Rzymu, skąd w sierpniu na trzy dni (1-3 lub 2-4) sierpnia wybrał się do modnego kąpieliska w Bagni dni Lucca, które nazywano Włoską Szwajcarią. Pobyt we uzdrowisku poświęcił na wycieczki konne, korespondencję z przyjaciółmi oraz na skomponowanie od ręki „powieści” Wesele, będącej być może echem jakiegoś prawdziwego wesela jego znajomych.
Rękopis utworu przesłał poeta Janowi Koźmianowi cele wydrukowania w redagowanym przez niego Przeglądzie Poznańskim. Nie został jednak wówczas wydrukowany. Trafił do redakcyjnej teki i pozostał w niej mimo próśb Norwida o odesłanie mu rękopisu w związku z planowanym w 1858 wydaniem zbiorowym jego pism. Po śmierci Jana Koźmiana w 1877 autograf przeszedł w ręce jego brata Stanisława Egberta, a po jego zgonie (1885) w ręce wdowy po nim Felicji z Łempickich oraz córki Marii. W 1909 obydwie panie wypożyczyły go Zenonowi Przesmyckiemu, który przygotowywał wówczas zbiorowe wydanie pism Norwida. Dalsze losy rękopisu nie są znane. Drukiem poemat ukazał się w tomie A Pism Zebranych w 1912.
Poemat napisany trzynastozgłoskowcem, podzielony na dziesięć części, liczy sobie 147 wersów.

## Treść

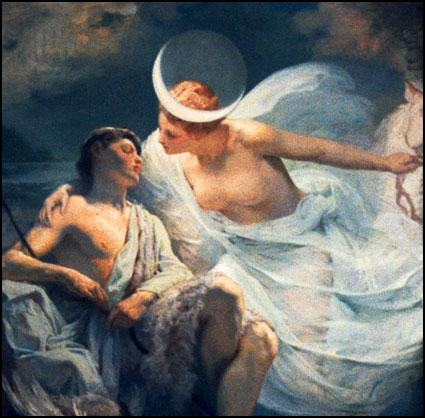
Endymion i Selene. Ny Carlsberg. Glypotek w Kopenhadze.

Noc księżycowa. Szerokie schody wychodzą na ogród w kaskadach przeznaczony dla nietańczących. Wśród tańczących króluje w mirtowym wieńcu, piękna jak Hebe Canovy, panna młoda. Początek balu bywa różny, koniec zwykle komediowy lub tragiczny, gdy na salę wpada rycerz na koniu i porywa pannę młodą. Dziś to jednak rzadkość, raczej ktoś tam poczuje ból w oku albo napisze, że się narodził z rozumem światowym. O porwania trudno już nawet w arystokratycznej Anglii, więc dla wynagrodzenia wpada pod kryte bramy na ostatek powóz na kształt gromu i zabiera nowożeńców. Tymczasem goście tańczą, trzeba bowiem być wesołym, gdy rola czasów krwawo orze się bezpłodna. Biednym, chorym aniołom nie zgadywać co jest naprawdę bolesne a co wesołe. Wiec tańczą. Tymczasem mija północ, potem pierwsza i druga godzina nocna. Skrzypek się czasem zdrzemnie na chórze. Z chóru widać władanie Olimpu i panowanie śmiertelnych. Bogactwa państwa młodych równe. Imion te same zaszczyty. Pan młody jest piękny jak Endymion, we wszystkim mu do twarzy. Aż nadchodzi koniec balu: krzyki woźniców, tupot nóg, jękną skrzypce chowane do pudeł. Na nowożeńców  czeka powóz, podróżny ołtarz, nuty, szereg tomów - mają rozweselić wiejskie życie - sami poczciwi znajomi: Gustaw, Maria Malczewskiego, Werter i Mazepa. …Trąbka zagrała pocztowa, / Podkowy brzękły - więcej nie słyszałem słowa.